# 承啟
承啟科技股份有限公司創立於1986年11月17日，初期以電腦主機板、顯示卡為主要產品。品牌為「CHAINTECH」及「APOGEE」，是台灣電腦業界的國際品牌公司之一。2000年在台灣證券交易所股票上市(臺證所：2425)。2005年和全球著名積體電路封裝測試大廠華東科技策略結盟，更名為華東承啟科技，成為PSA華科事業群集團成員，並轉型投入記憶體模組生產行列。2006年成立EMS事業處，增加代工業務。2012年與中國領導品牌七彩虹科技結盟，重返主機板、顯示卡、機殼及電源供應器等電腦周邊硬體市場，退出記憶體模組市場。2013年更名為承啟科技(Chaintech Technology Corporation)並投入平板電腦開發。
承啟科技現任董事長暨總經理為高樹榮，總部位於台灣新北市新店區。

## 產品內容
主機板、顯示卡、機殼、電源供應器及平板電腦等。

## 外部連結
- 承啟科技 （页面存档备份，存于）